# Ina (Saitama)
Ina (jap. 伊奈町 Ina-machi) – miasto w Japonii, na wyspie Honsiu, w prefekturze Saitama. Według danych na rok 2020 miejscowość zamieszkiwało 44 841 mieszkańców , a gęstość zaludnienia wyniosła 3031,8 os./km².